# Chipaya
Le chipaya, aussi appelé puquina, est une langue amérindienne, de la famille des langues uru-chipaya, parlée en Bolivie. Elle est reconnue comme langue officielle dans la nouvelle constitution bolivienne.

## Écriture
L’alphabet chipaya est officiellement reconnu par la résolution ministérielle no 292/05 du 13 septembre 2005.
| a | ch | chh | ch’ | ćh | ćhh | ćh’ | e | i | j  | k | kh | k’ | l   | lh  | ll | m | n | ñ | o  |
| p | ph | p’  | q   | qh | q’  | ry  | s | ś | śh | t | th | ts | tsh | ts’ | t’ | u | x | ź | źh |

Le tréma est utilisé pour indiquer les voyelles longues.

## Codes
- Code de langue IETF : cap